# 2018년 3월 죽음
다음은 2018년 3월에 사망한 저명한 인물 목록이다.
- 3월 2일 - 미국의 포르노 배우 빌리 헤링턴
- 3월 3일
  - 대한민국의 정치인 김종호
  - 미국의 배우 데이비드 오그던 스티어스
- 3월 4일 - 이탈리아의 축구선수 다비데 아스토리
- 3월 5일
  - 대한민국의 배우 심진보
  - 대한민국의 정치인 배계섭
- 3월 6일
  - 대한민국의 기업인 김광수
  - 영국의 생물학자 존 설스턴
- 3월 7일 - 아르헨티나의 장군 레이날도 비그노네
- 3월 8일 - 대한민국의 법조인 이태운
- 3월 9일
  - 대한민국의 배드민턴 선수 정재성
  - 대한민국의 배우 조민기
  - 독일의 범죄인 오스카르 그뢰닝
- 3월 12일 - 미국의 가수 크레이그 맥
- 3월 14일
  - 영국의 이론물리학자 스티븐 호킹
  - 아르헨티나의 축구선수 루벤 갈반
  - 미국의 역사학자 앨프리드 크로즈비
- 3월 16일 - 대한민국의 성우 권희덕
- 3월 17일
  - 대한민국의 정치인 홍우준
  - 베트남의 정치인 판반카이
- 3월 18일 - 대한민국의 목사 한철하
- 3월 19일 - 스코틀랜드의 추기경 키스 오브라이언
- 3월 22일 - 아르헨티나의 축구선수 레네 오우세만
- 3월 23일 - 대한민국의 배우 명정강
- 3월 24일 - 스위스의 가수 리스 아시아
- 3월 25일 - 대한민국의 가수 민우
- 3월 27일 - 프랑스의 배우 스테판 오드랑